# Vạn (họ)
Vạn (chữ Hán phồn thể: 萬; chữ Hán giản thể: 万, Bính âm: Wan), là một họ của người Trung Quốc và người Việt Nam. Họ này đứng thứ 162 trong danh sách Bách gia tính. Về mức độ phổ biến họ này xếp thứ 88 ở Trung Quốc theo thống kê năm 2006.

## Họ Vạn ở Việt Nam
Vào năm Minh Mạng thứ 14, triều đình bắt người Chăm phải theo phong tục Việt Nam. Họ phải chọn lấy một trong những họ đọc theo ngôn ngữ Việt Nam, trong đó có họ Vạn, các họ khác gồm có: Bá, Báo, Cây, Châu, Dương, Đàng, Hán, Hải, Hứa, Lâm, Lộ, Lư, Lưu, Lựu, Mã, Ngụy, Qua, Quảng, Tạ, Thiên, Trượng, Từ, Tưởng, Ức, Ưng.

## Người Trung Quốc họ Vạn nổi tiếng
- Tào Ngu, tên thật là Vạn Gia Bảo, nhà viết kịch Trung Quốc
- Anh em họ Vạn, gồm Vạn Lại Minh, Vạn Cổ Thiềm, Vạn Siêu Trần và Vạn Địch Hoàn, những người đi tiên phong trong nghệ thuật phim hoạt hình Trung Quốc
- Vạn Lý, chủ tịch Đại hội đại biểu Nhân dân toàn quốc (Trung Quốc)
- Vạn Cương, bộ trưởng Bộ Khoa học và Công nghệ Trung Quốc, hiệu trưởng Đại học Đồng Tế
- Vạn Thiến, nữ diễn viên, ca sĩ Trung Quốc
- Vạn Bằng, nữ diễn viên Trung Quốc